# پائولو سوزا
پائولو سوزا (انگلیسی: Paulo Sousa؛ زادهٔ ۳۰ اوت ۱۹۷۰) بازیکن سابق و مربی فوتبال اهل پرتغال است. وی هم اکنون هدایت باشگاه فوتبال شباب الاهلی برعهده دارد.
وی در تیم ملی فوتبال پرتغال ۵۲ بازی انجام داده‌است.